# Озеро Наполегливості

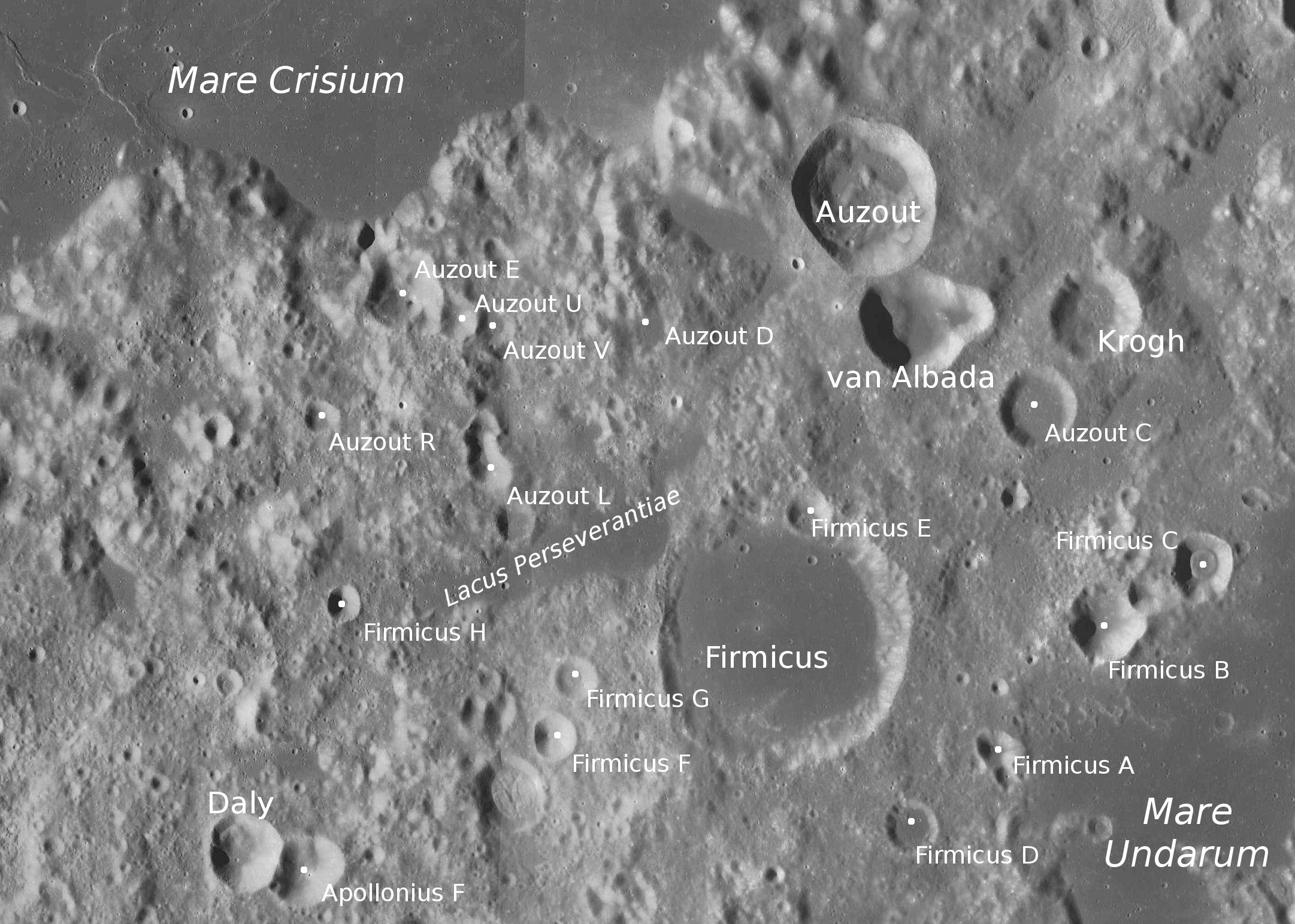
Карта регіону

О́зеро Наполе́гливості (лат. Lacus Perseverantiae) — маленька морська ділянка на Місяці, біля південного краю Моря Криз. Максимальний розмір — 72 км. Міжнародний астрономічний союз затвердив його назву 1979 року.

## Розташування й суміжні об'єкти
Озеро Наполегливості лежить за 60–80 км на південь від Моря Криз, у зовнішній частині його басейну. Координати центра озера — 7°48′ пн. ш. 61°54′ сх. д. / 7.8° пн. ш. 61.9° сх. д.. На південному сході воно межує з 60-кілометровим кратером Фірмік, що теж залитий лавою. Ці морські ділянки розділені материковою смужкою шириною лише 7 км. Далі від озера розташовані кратери Озу та Ван Альбада (на північному сході), Дейлі та Аполлоній (на південному заході). Крім того, в його околицях розкидані сателіти Фірміка та Озу. В самому озері найменованих деталей поверхні станом на 2015 рік нема.

## Опис
Озеро Наполегливості витягнуте з північного сходу на південний захід. Довжина його основної частини — 60 км, а ширина варіює від 15 км на сході до 7 км на заході. На північ від неї відходять дві затоки довжиною по 20 км. Максимальний розмір озера — 72 км.
Посередині озеро перетинає маленька гряда, зі східного боку якої поверхня дещо вища, ніж із західного. Невеликі гряди є й на його північному сході. В озері трапляються дрібні (до 2 км) кратери. Найбільший з них примітний наявністю олівіну — мінералу, притаманного місячній мантії. На поверхні він міг опинитися завдяки ударам астероїдів або виливам лави.
Поверхня озера лежить на 1,2–1,3 км нижче за місячний рівень відліку висот (виняток — його північно-західна затока, де висота на кількасот метрів більша). Це на 0,6 км вище за лавовий покрив прилеглого кратера Фірмік і на 2,4 км вище за сусідні ділянки Моря Криз.

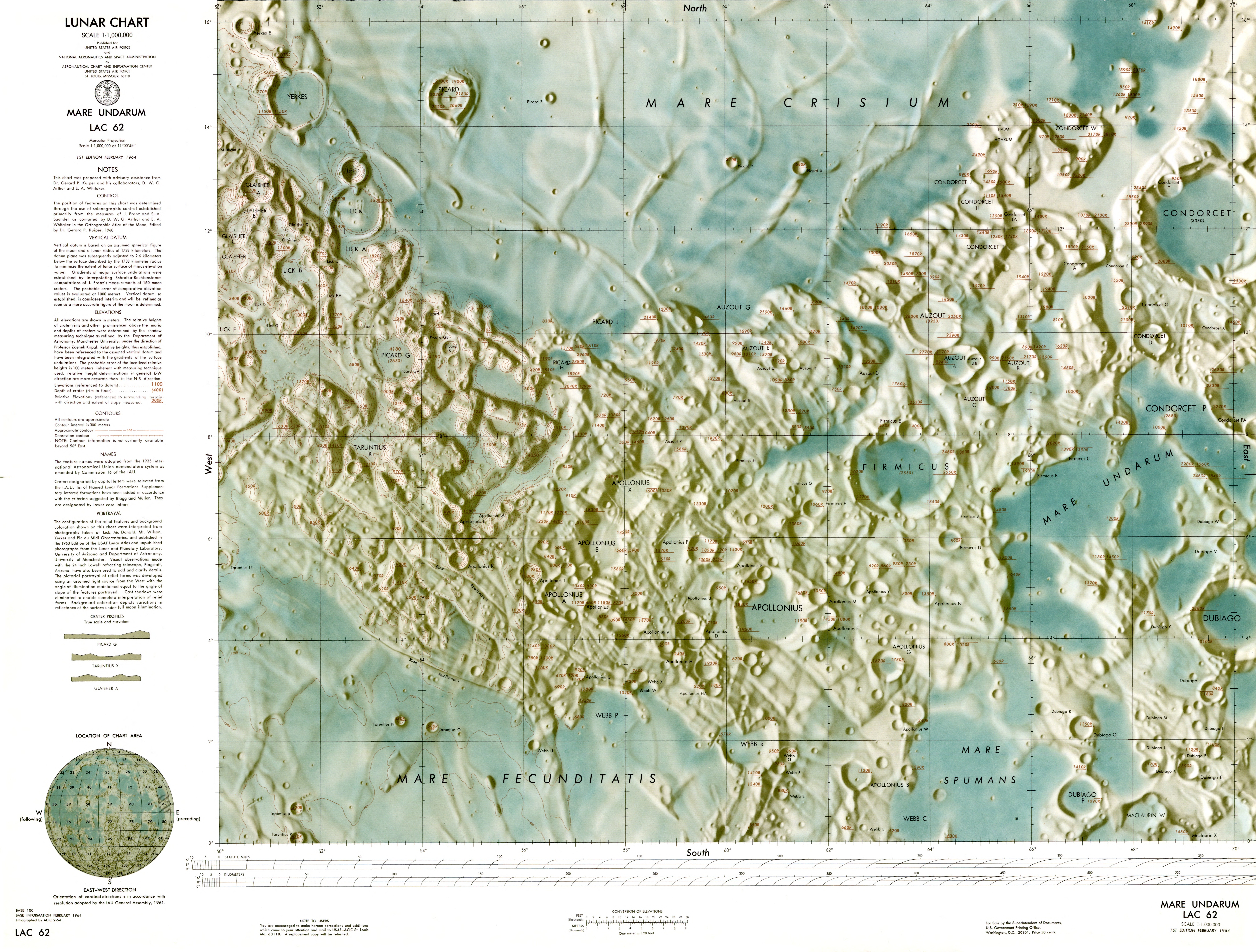
Карта регіону (1965). Озеро Наполегливості — біля центру.
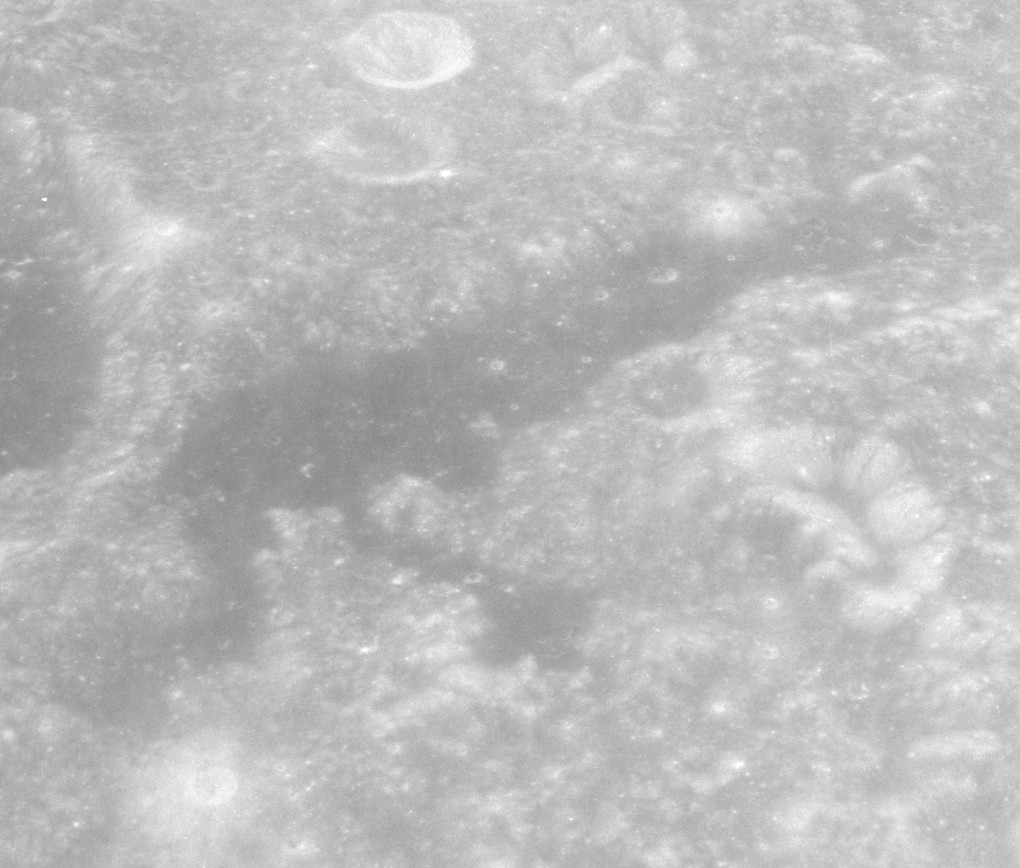
Знімок «Аполлона-17» (1972), погляд із північного сходу.